# Kalanchoe uniflora

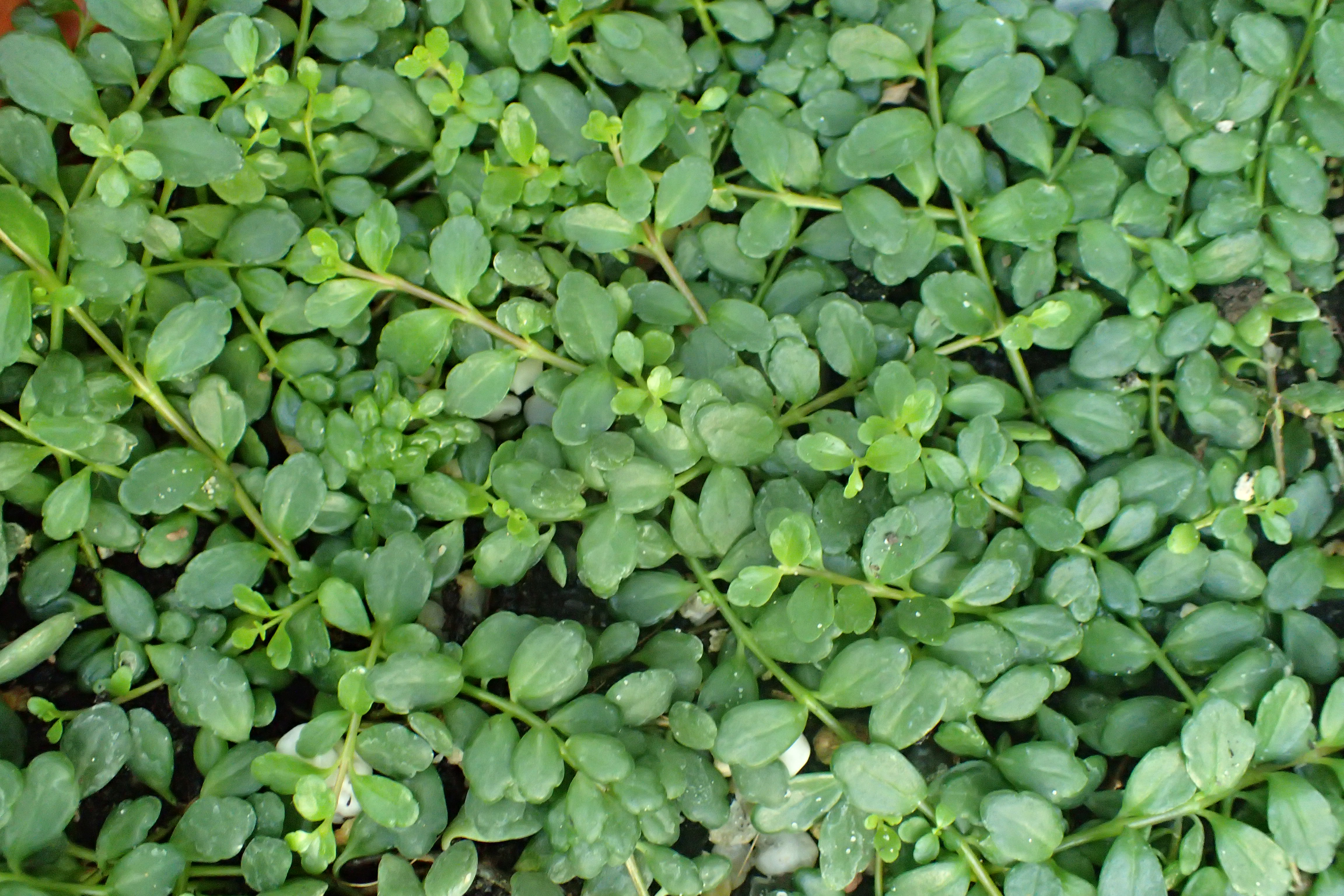
Kalanchoe uniflora

Kalanchoe uniflora és una espècie de planta suculenta del gènere Kalanchoe, que pertany a la família Crassulaceae.

## Descripció
És una planta perenne, suculenta, amb un hàbit prostrat, de fulles petites, ovalades, carnoses i amb una profusió de flors tubulars de forma de campana de color salmó / taronja o corall.
Les tiges són esveltes, glabres, verdes, postrades o enfiladisses, arrelant-se als nusos sempre que toquen un medi de cultiu adequat.
Les fulles són petites de 4 a 35 mm de llarg i de 4 a 15 mm d'ample, oposades, gairebé sèssils a peciolades, molt gruixudes, carnoses, glabres, al llarg de les tiges primes, obovades, gairebé rodones, orbicular-oblong a oblong, base truncada a cuneada, marges crenats, amb 2 a 4 dents indistintes a la part superior, de vegades gairebé trilobades, bastant gruixudes, de color verd brillant o de color verd-grisós amb marges vermellosos, punta obtusa a arrodonida. Pecíol prim, de 1 a 2,5 mm de llarg.
La inflorescència amb cimes d'1 a 3 flors, als extrems de les branques. Peduncle de 5 a 15 mm marró, pelut.
Les flors són de color vermell rosat o violaci, pèndules, sobre pedicels de color porpra de 5 a 15 mm de llarg, amb forma de fil, lleugerament pubescents. Són bastant grans per a la mida de la planta, de cap per avall, en forma d'urna, amb les puntes lliures de color vermell vi profund. El calze verd, poc glandular-pilós. El tub de 11 a 19 mm de llargada, els lòbuls ovats, subaguts, cuspidats, de 3,5 a 4,5 mm de llargada i de 3 a 6 mm d'amplada, de color vermell brillant a vermell-violeta. Els estams inserits sota la meitat del tub de la corol·la, inclosos. Anteres ovades, de 1,2 a 1,4 mm. Estil de 6,5 a 12 mm de llarg. Com en totes les espècies, els segments són 4, els estams 8.

## Distribució
Planta endèmica del nord-oest i nord de Madagascar. Creix de 1000 a 2000 metres d'altitud. És una epífita, una enredadera postrada que creix als boscos i a la vegetació ericoide.

## Taxonomia
Kalanchoe uniflora va ser descrita per Raymond-Hamet (Raym.-Hamet) i publicada al Bulletin de la Société Botanique de France. 57: 52 (1910).

### Etimologia
Kalanchoe: nom genèric que deriva de la paraula cantonesa "Kalan Chauhuy", 伽藍菜 que significa 'allò que cau i creix'.
uniflora: epítet llatí que vol dir 'una flor', en referència a que cada tija fa una flor, tot i que també poden fer-ne 2 ó 3.

### Sinonímia
- Kalanchoe uniflora (Stapf) Raym.-Hamet
  - Bryophyllum uniflorum A.Berger
  - Kalanchoe uniflora var. typica Boiteau & Mannoni
  - Kitchingia uniflora Stapf (basiònim)
- Kalanchoe ambrensis H.Perrier
  - Bryophyllum ambrense (H.Perrier) A.Berger
- Kalanchoe uniflora var. brachycalyx Boiteau & Mannoni